# 헤드헌터 (2011년 영화)
《헤드헌터》(노르웨이어: Hodejegerne)는 2011년 공개된 노르웨이의 액션 스릴러 영화이다. 모르텐 튈둠이 감독했고 악셀 헨니가 주인공을 맡았다. 요 네스뵈의 동명 소설을 원작으로 한다.
역사상 가장 수익이 높은 노르웨이 영화 작품이다.

## 줄거리
잘 나가는 헤드헌터 로저 브라운은 화려한 생활을 유지하기 위해 미술품을 훔치는 이중생활을 한다. 그는 새로운 일자리 후보자 중 한 명이 값비싼 그림을 소유하고 있다는 것을 알게 되고, 그 그림을 훔치기로 결심한다. 하지만 그림을 훔치는 과정에서 아내의 불륜 사실을 알게 되고, 일이 꼬이기 시작한다.
로저는 그림을 훔친 후, 공범으로 생각했던 동료가 살해당하고, 자신은 살인 누명을 쓰게 된다. 쫓기는 신세가 된 로저는 자신에게 GPS 추적 장치가 설치되었다는 것을 깨닫고 필사적으로 도망친다. 경찰은 로저를 살인자로 오인하고, 로저는 자신의 죽음을 위장하기 위해 시체와 옷을 바꿔 입고 도주한다.
도망치는 과정에서 옛 애인의 배신을 알게 된 로저는 자신을 함정에 빠뜨린 진짜 배후가 아내의 불륜 상대인 클래스라는 사실을 깨닫는다. 클래스는 경쟁 회사 기술을 빼돌리기 위해 로저를 이용하려 했던 것이다. 로저는 진실을 알고 복수를 준비한다.
결국 로저는 클래스를 함정에 빠뜨리고, 과거에 저지른 그의 범죄가 드러나도록 조작한다. 경찰은 부패한 형사의 명성 때문에 사건을 어설프게 마무리하고, 로저는 모든 누명을 벗고 다시 평범한 일상으로 돌아간다. 그는 다시 헤드헌터 일도 시작하고, 도둑질도 그만두고, 아내와 함께 새 집에서 새로운 삶을 시작한다.

## 출연
- 악셀 헨니 - 로게르 브론
- 쉰뇌베 마코뒤 룬 - 디아나 브론
- 니콜라이 코스테르발다우 - 클라스 그레베
- 에이빈 사네르 - 오베 시케루
- 율리 욀고르 - 로테 마센
- 레이다르 쇠렌센 - 브레데 스페레
- 쉬레 헤우겐 쉬네스 - 예레미아스 라네르
- 마스 모겔란 - 요아르 수네
- 보르 오베 - 신레 오
- 토르그림 멜룸 스테네 - 아틀레 네룸
- 마티스 헤르만 뉘크비스트 - 페르디난
- 닐스 외르겐 콜스타 - 스티그
- 요아킴 라펠센 - 브루그
- 군나르 스크람스타 욘센 - 에스킬 몬센
- 라르스 스크람스타 욘센 - 엔리데 몬센